# Polizeiruf 110: Die Rechnung geht nicht auf
Die Rechnung geht nicht auf ist ein deutscher Kriminalfilm von Thomas Jacob aus dem Jahr 1975. Der Fernsehfilm erschien als 34. Folge der Filmreihe Polizeiruf 110.

## Handlung
Paul Kramer kommt abends in die Tanzbar Koralle, um von Barkeeper Roman Schneider zu erfahren, was ein gewisser Zeitler von ihm will. Schneider wiegelt ab. Am nächsten Morgen entdeckt Kramer, dass in sein Büro eingebrochen wurde. Er arbeitet in der Hauptbuchhaltung des VEB Taxi. Anscheinend wurde zwar versucht, den Tresor aufzubrechen, doch war der Täter nicht erfolgreich. Er stahl 35 Mark aus einem Schreibtisch und verursachte ein großes Chaos in den Akten, die bis auf die Wiese vor dem Gebäude verstreut liegen. Die Ermittler Oberleutnant Peter Fuchs, Leutnant Vera Arndt und Wachtmeister Lutz Subras können nur feststellen, dass der Täter aus dem Gebäude floh. Sie sichern einen Fußabdruck in der Wiese. Anscheinend hatte sich der Täter aber zuvor unbemerkt Zutritt zum Gebäude verschaffen können. Tatsächlich zeigt sich, dass einer der Hauptschlüssel für das Gebäude heimlich gegen einen nahezu identischen Ersatzschlüssel ausgetauscht wurde. Wenig später meldet sich die Einsatzleiterin des VEB Taxi, Paula Grünberg, bei den Ermittlern. Bei einer erneuten Überprüfung der Schlüssel waren wieder alle da, wo sie hingehörten. Mehrere Mitarbeiter hatten zwar die Schlüssel im Kasten benutzt, doch haben alle ihre Nutzung ordnungsgemäß quittiert. Keiner käme für ein Verbrechen infrage, zumal auch Paul Kramer am Schlüsselkasten war.
Einige Zeit später meldet sich Kramers Nachbarin Steiner bei den Ermittlern. Sie habe am Vortag einen heftigen Streit zwischen Schneider und Kramer beobachtet und konnte nun am Morgen Kramer nicht erreichen. Er öffne nicht die Tür und die Fenster seien verriegelt. Vera Arndt und Lutz Subras suchen Kramer auf, der öffnet. Er behauptet, dass er sich am Vortag von einem Jugendlichen provozieren ließ und mit ihm eine Schlägerei begann. Dass der Gegenüber Schneider war, dementiert Kramer. Schneider wiederum ist nicht zu Hause. Er ist mit Frau und Kindern zu seinem Schwiegervater Walter Bräuner nach Gernsbrück gefahren. Es wird deutlich, dass Bräuner und Schneider sich vor drei Jahren ein altes Bauernhaus gekauft haben, es ausbauten und seitdem drei Zimmer für Feriengäste vermieten. Schneider lässt sich von Bräuner nun seinen Anteil der Mieteinnahmen auszahlen, der rund 2000 Mark beträgt. Als er ihn um mehr Geld bittet, weil er sich in finanziellen Schwierigkeiten befinde, lehnt Bräuner ab. Er glaubt, Schneider habe sich übernommen: Dieser baut wie zwei weitere Bauherren unweit des Bauernhauses einen Ferienbungalow, der später einmal Geld einbringen soll. Was Bräuner nicht ahnt ist, dass Schneider auch Bauherr der beiden anderen Bungalows ist. Er hat die Bauanträge über Strohmänner abgewickelt. Die Gelder kommen über Scheingeschäfte zusammen, vornehmlich über den Verkauf von nicht existierenden Wagen. Die Anschubfinanzierung für die Bungalows in Höhe von 22.000 Mark war eine Zahlung von Zeitler für einen Wagen, den er jedoch nie erhalten hat. Zeitler fordert seitdem energisch sein Geld zurück. Die Einnahmen aus der Vermietung des Bauernhauses helfen, die Bauarbeiter auf der Baustelle zum Weiterarbeiten zu bewegen. Gerade hat Schneider zudem von Rudi Semmler, dem Neffen vom auf der Baustelle arbeitenden Maurer Pracht, eine Anzahlung für einen Wagen in Höhe von 5.000 Mark erhalten. Mit dem Geld kann er Zeitler eine Anzahlung geben. Zeitler verlangt eine Begleichung der Restschuld innerhalb von 48 Stunden.
Die Ermittler beginnen, Schneider genauer zu überprüfen. Sie erfahren, dass er wegen betrügerischen Diebstahls eine Gefängnisstrafe verbüßte, vorzeitig entlassen wurde und derzeit noch auf Bewährung auf freiem Fuß ist. Sie stoßen auch auf die Bungalowbauten und erfahren von Pracht, dass er Schneider kennengelernt habe, als sein Auto kaputt war. Schneider konnte ihm gegen entsprechenden Aufpreis ein Auto besorgen, wie er es bereits zuvor in einem anderen Fall getan hatte. Die Ermittler überwachen nun Schneiders Haus, sehen dort jedoch nur Zeitler erscheinen, der wütend reagiert, weil Schneider nicht da ist. Er geht zur Polizei, wo ihn Peter Fuchs, Vera Arndt und Lutz Subras bereits erwarten. Zeitler berichtet, dass er Geld für einen Wagen angezahlt habe, den er jedoch nie erhielt. Er habe sich auch bei Paul Kramer beschwert, dass Schneider ihn betrüge. Nun ahnen die Ermittler, dass Paul Kramer mit in den Fall verwickelt ist. Tatsächlich stellt sich heraus, dass der sichergestellte Fußabdruck zu Paul Kramer gehört. Bei einer Zusammenstellung von beim Einbruch gestohlenen Dingen fehlen ausschließlich Schriftstücke, die über Neuerwerbungen von PKWs beim VEB Taxi Auskunft geben. Beim Verhör gesteht Kramer, dass Mitarbeiter eines Chemiekombinats einst sechs Wagen nicht annahmen, die für sie bestellt worden waren. Kramer und Schneider verkauften sie für den Originalpreis an interessierte Kunden und kassierten dabei eine Provision von je 4.000 Mark. Der Originalpreis ging an den VEB Taxi, sodass niemand Verdacht schöpfte. Kramer erfuhr erst später, dass Schneider weiterhin Wagen an Kunden „verkaufte“, die nicht existierten, und sich dabei auf seine früheren getätigten Verkäufe als Referenz berief. In Panik brach er daraufhin in seine eigene Arbeitsstelle ein, um die Spuren der sechs illegal verkauften Wagen zu verwischen.
Vera Arndt sucht getarnt Schneider auf und gibt sich als Interessentin für einen Neuwagen aus. Schneider ist sofort bereit, ihr einen solchen Wagen bei entsprechender Bar-Anzahlung zu verkaufen. Zeitler erscheint und Schneider versucht, ihn zu vertrösten. Nun gibt Vera Arndt ihr Inkognito auf und nimmt Schneider fest.

## Produktion
Die Rechnung geht nicht auf (Arbeitstitel: Das Knäuel / Der Trick mit dem Auto) wurde von 3. März bis 13. April 1975 u. a. in Oberbodnitz-Seitenbrück gedreht. Die Kostüme des Films schuf Christel Richter, die Filmbauten stammen von Christa Köppen. Der Film erlebte am 14. Oktober 1975 im 1. Programm des Fernsehens der DDR seine Premiere. Die Zuschauerbeteiligung lag bei 51,7 Prozent.
Es war die 34. Folge der Filmreihe Polizeiruf 110. Oberleutnant Peter Fuchs ermittelte in seinem 21., Leutnant Vera Arndt in ihrem 26. und Wachtmeister Lutz Subras in seinem 17. Fall.